# Rail Rebecq Rognon
Rail Rebecq Rognon (dit RRR, ou Petit Train Du Bonheur) est une association belge faisant rouler du matériel ferroviaire en voie étroite à Rebecq, dans le Brabant wallon.

## Historique
En 1972, le beau-père d'Erik Goegebeur, qui savait la passion de son gendre pour le monde ferroviaire, le met au défi d'acheter une locomotive à vapeur, dont la mise en vente est annoncée dans un journal. Erik Goegebeur relève le défi, et achète une locomotive de 9 tonnes à voie étroite, construite en 1911 par Orenstein & Koppel en Allemagne. Erik, alors importateur Kawasaki en Belgique, met la locomotive dans la cour de ses établissements. La machine avait petite mine sous sa couche de rouille, mais tous les organes principaux étaient encore présents. Une cure de jouvence et une révision mécanique profondes furent nécessaires, mais la locomotive fut remise en ordre de marche.
Mais Erik n'en resta pas là. En 1973, il rachète l'ancienne maison d'aiguilleur de Rognon, le Bloc U, située à la bifurcation des anciennes lignes 115 (Braine-l'Alleud - Tubize - Rebecq - Braine-le-Comte) et 123 (Enghien - Braine-le-Comte), toutes deux démontées (la ligne 123 à partir de 1988 seulement), mais dont l'assiette de voie, bien qu'envahie par la végétation, était conservée. L'achat de sa machine, additionné à sa maison d'aiguilleur fit naturellement germer en lui l'idée de faire rouler sa locomotive à vapeur sur la voie passant devant chez lui. Il prit très vite contact avec les autorités communales; Marcel Bartholomé (dit Pistache), bourgmestre et André Fagnard, secrétaire communal. Il reçut une réponse favorable et enthousiaste. L'idée du petit train touristique était née...
Le RRR récupérera des rails de tramway vicinaux utilisés par la ligne reliant Bruxelles à Leerbeek.
Après quelques années de travaux, le petit train du bonheur est inauguré au printemps de 1977.

## La collection
L'association exploite actuellement : 1 locomotive à vapeur (en état de marche), 2 locotracteurs diesel et 5 voitures passagers (dont une pour personnes à mobilité réduite), sans oublier quelques wagons de travaux.
L'association dispose également : 3 locotracteurs diesel et d'une locomotive à vapeur (actuellement hors service). Cependant, tout don ou aide est le bienvenu pour pouvoir financer les travaux.
La liste qui suit n'est pas exhaustive et devra être complétée ou actualisée au fil du temps (dernière actualisation en janvier 2024) :

### Locomotives à vapeur
| Photo | Matricule           | Constructeur et date                          | État actuel                                        | Origine et informations techniques |
| ----- | ------------------- | --------------------------------------------- | -------------------------------------------------- | --- |
|       | ARTHUR (no 2842)    | Usines Maffei (Munich - Allemagne), 1905      | Hors service (en attente d'une révision complète). | - Locomotive de type 020T (locomotive-tender), d'origine allemande. - Histoire : Cette locomotive servit d'abord dans l'armée pendant la guerre mondiale. Elle servait à l'approvisionnement du front de guerre sur des voies légères démontables, sans toutefois s'approcher de moins de quelques kilomètres de la ligne de front, afin de ne pas être repérée par la fumée de sa cheminée. Après la guerre, elle servit notamment à la construction du canal Albert. Elle fut rachetée par un horloger d'Etterbeek (Bruxelles), qui l'entreposât sur une portion de voie étroite à côté de la voie 4 de la gare d'Etterbeek. Elle était parfois mise en chauffe en guise de démonstration pour des étudiants. Le temps passant, la locomotive fut de moins en moins utilisée, et devint presque un «pot de fleurs». En 2003, le "Rail Rebecq Rognon" rachète la locomotive, toujours en bon état, mais nécessitant quand même quelques travaux de rénovation de la carrosserie et de la chaudière. Elle recevra une livrée rouge voyante. Elle sera nommée "Arthur" en hommage à un bénévole des débuts du Rail Rebecq Rognon. De 2014 à 2016 elle subit une rénovation en profondeur de la chaudière, et reçoit pour l'occasion une nouvelle livrée verte. La chaudière d’Arthur a rendu l’âme en 2018 et sera peut-être un jour remplacée mais cette opération est très onéreuse. - 0,0 m, 0,0 t (00 t en ordre de marche), vitesse maximum : 00 km/h. - Timbre chaudière : 00 kg/cm². - Capacité de la soute à charbon : 000 kg. - Capacité de la soute à eau : 0 000 L (0,0 m3). |
|       | BIRLAND (no 11.908) | Orenstein & Koppel (Munich - Allemagne), 1928 | Opérationnelle (depuis 2022).                      | - Locomotive de type 020T (locomotive-tender), d'origine allemande. - Histoire : Cette locomotive est en prêt au "Rail Rebecq Rognon". Elle est arrivée en 1986 à Rebecq et a effectué ses premiers voyages au R.R.R. en 1987 à l'occasion du 10e anniversaire de l'association. Son nom "Birland" est la contraction des prénoms de Roland et Birgit Bude. En mars 2004, lorsque notre président fondateur, Erik Goegebeur, s'en est allé, cette locomotive à vapeur, après de longues années de bons et loyaux services au Rail Rebecq Rognon, n'était plus en état de rouler et "Arthur" lui succédera en 2005. Mais en fin de saison 2018, les multiples réparations d’Arthur n’ont pas tenu, la chaudière est percée. Les travaux à faire sur Arthur étant très onéreux, les bénévoles choisissent en priorité la restauration de la locomotive "Birland". Son propriétaire, Roland Bude, a passé un accord avec le R.R.R. et a fourni de nouveaux tubes pour sa chaudière afin que la locomotive soit remise en état et reprenne du service pour une dizaine d’années supplémentaires. Après un peu plus d’une année de travaux, une petite équipe de passionnés a redonné une nouvelle jeunesse à Birland. - 0,0 m, 0,0 t (00 t en ordre de marche), vitesse maximum : 00 km/h. - Timbre chaudière : 00 kg/cm². - Capacité de la soute à charbon : 000 kg. - Capacité de la soute à eau : 0 000 L (0,0 m3). |

## La ligne
La ligne du RRR est à écartement de 600 mm (60cm), communément appelée voie decauville ou voie étroite.

### Les premières années
Au départ, le petit train reliait la gare de Rebecq au Bloc U; une portion de 3,3 km de voies posées par les tout premiers bénévoles de l'association. Cette portion franchit 2 passages à niveau, 1 pont simple, un pont à cinq arches, et, passe en dessous d'un pont.

### Aujourd'hui
Dans les années 1990, la prolongation via la ligne 123 du Bloc U à Rognon fut commencée et achevée. Cette portion de ligne de 500 m franchit un pont à 5 arches et un pont simple. La gare de Rognon est maintenant le terminus de la ligne touristique, et aucune prolongation n'est envisagée pour le moment; la longueur totale de la ligne est de 3,8 km.

### Ouvrages d'art

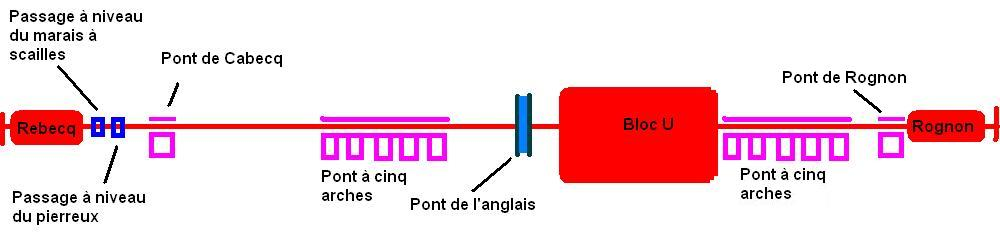

La ligne franchit pas moins de 2 ponts, 2 ponts à 5 arches, passe en dessous d'un pont, et franchit 2 passages à niveau sur 3,8 km. En partant de Rebecq, on passe successivement par:
- Le passage à niveau du "Marais à Scaille" (du nom de la rue qui croise la ligne à cet endroit)
- Le passage à niveau du Pierreux
- Le pont de Cabecq (du nom de la route qui passe sous ce pont)
- Le "Cinq ponts" sur la Senne (premier pont à 5 arches)
- Sous le "Pont de l'Anglais" (car la route qui passe dessus arrivait à une ferme où s'était réfugié un aviateur anglais abattu sur Rebecq pendant la guerre)
- Le Bloc U
- Le "Deuxième cinq ponts" sur la Senne (deuxième pont à 5 arches)
- Le pont de Rognon
- Terminus de Rognon

### Les gares
La ligne comporte 3 gares: Rebecq, Bloc U et Rognon.

#### Rebecq

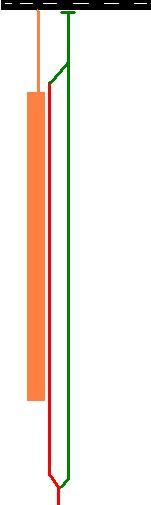

La gare de Rebecq est une ancienne gare vicinale et SNCB. Le bâtiment de la gare est toujours présent, et c'est dans celui-ci qu'est organisé l'accueil des voyageurs. Cependant, pour des raisons pratiques, le train n'arrive pas jusqu'au bâtiment de la gare. En effet, il y a une route assez importante passant juste devant la gare, et la franchir en train n'est pas forcément évident. C'est d'autant plus vrai qu'il faudrait couper la route pendant plusieurs jours pour installer une voie, et cela, aux frais de l'association. C'est pourquoi le quai est de l'autre côté de la route. Une seule voie est à quai, tandis qu'un cul-de-sac donne accès à la voie de remise en tête des locomotives, parallèle à la voie à quai. Il y a un aiguillage fixe talonnable (Cul-de-sac → ligne, talonnable depuis la voie à quai), tandis que l'aiguillage donnant accès à la ligne est à boule.
Sur le plan schématique des voies (voir à droite), la voie principale est représentée en rouge. Les voies de manœuvres sont représentées en vert, le quai en rose, et la route en noir.

#### Bloc U

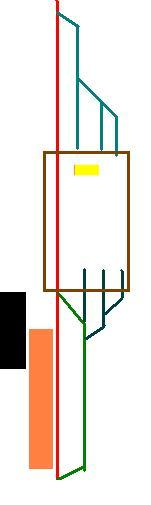

C'est au Bloc U qu'est installé le dépôt de l'association. Depuis l'installation d'un bar et de commodités de restauration, la disposition en 4 voies a été modifiée. Depuis lors, le dépôt est scindé en 2 parties (côté Rebecq et côté Rognon). Les voies de garage côté Rebecq ne sont presque plus utilisées. Côté Rognon, les voies sont principalement utilisées pour garer les locomotives. 
Sur le plan schématique des voies (voir à droite), le côté Rebecq est en haut, le côté Rognon en bas. La voie principale est représentée en rouge, les voies de manœuvre en vert, les voies de garage en bleu, le quai en rose, le dépôt (couvert) en brun, le bar en jaune et le Bloc U en lui-même en noir.

#### Rognon

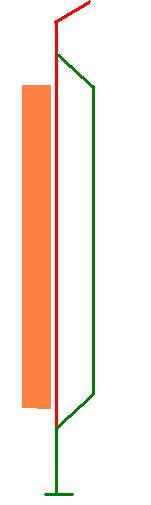

La gare de Rognon, ancienne gare SNCB de bifurcation, est en fait plutôt une halte, constituée d'un quai et d'une voie de manœuvre. C'est le terminus de la ligne. Il y a un cul-de-sac accessible depuis la voie principale. L'aiguillage envoyant sur la voie de manœuvre est talonnable depuis la voie principale vers le cul-de-sac, et est fixe depuis le cul-de-sac vers la voie de manœuvre. Côté ligne (entrée de gare), l'aiguillage est à boule.
Sur le plan schématique des voies (voir à droite), la voie principale est représentée en rouge. Les voies de manœuvres sont représentées en vert et le quai en rose.

## Circulation des trains

### Circulations régulières
En circulation régulière, le train part de Rebecq, passe sans arrêt au Bloc U (toutefois un arrêt de service est possible), jusque Rognon. À Rognon, la machine est découplée, pour se remettre en tête de rame dans l'autre sens. Les voyageurs peuvent descendre sur le quai le temps de la manœuvre. Le train repart, et s'arrête au Bloc U, durant environ 1/4 d'heure, ce qui permet aux voyageurs de visiter le dépôt, de voir le matériel roulant et de boire un boisson au bar. Ensuite le train repart jusque Rebecq. L'aller-retour dure environ 1h.
Le train circule en traction vapeur tous les dimanches et jours fériés du 1er avril jusque fin septembre, avec 3 départs à 14h30, 16h00 et 17h30. Il circule aussi en traction diesel tous les samedis de juillet à septembre, où le départ est fixé à 15h00.

### Circulations spéciales
À certaines grandes occasions, l'association met des trains supplémentaires en circulation ouverts au public. 
Il est aussi possible de réserver une circulation (diesel ou vapeur) en dehors des circulations ouvertes au public.